# 이왕근
이왕근(李旺根, 1961년 7월 1일 ~ )은 대한민국의 제36대 공군참모총장을 역임한 전 군인이자 주콜롬비아 대한민국 대사이다.

## 생애
1961년에 대전에서 태어나 충남고등학교를 졸업하고, 1983년 공군사관학교 31기로 임관해 제5공중기동비행단장, 공군본부 정보작전지원참모부장, 교육사령관, 작전사령관 등의 요직을 역임했다. 
공군 작전사령관 재직 시 북한의 핵미사일 도발에 대응해 미 전략자산의 연합작전을 주도하고, 강력한 대북성명 메시지를 발표했다. 
2017년 8월 공군참모총장에 임명되었다.

## 학력
- 1979년 : 충남고등학교 졸업
- 1983년 : 공군사관학교 31기 학사
- 1996년 : 국방대학원 국제관계학 석사
- 2016년 : 대전대학교 군사학 박사수료

## 경력
- 2010년 12월 ~ 2012년 5월 : 공군 제5공중기동비행단장 (공군 준장)
- 2012년 5월 ~ 2013년 4월 : 국방정보본부 정보기획부장 (공군 소장)
- 2013년 4월 ~ 2013년 11월 : 공군본부 정책실장
- 2013년 12월 ~ 2014년 4월 : 공군본부 정보화기획실장
- 2014년 4월 ~ 2015년 4월 : 공군본부 정보작전지원참모부장
- 2015년 4월 ~ 2015년 10월 : 제36대 공군교육사령관 (공군 중장)
- 2015년 10월 ~ 2016년 10월 : 제34대 공군작전사령관
- 2016년 10월 ~ 2017년 8월 : 합동참모본부 군사지원본부장
- 2017년 8월 ~ 2019년 4월 : 제36대 공군참모총장 (공군 대장)
- 2019년 8월 : 세종대학교 항공시스템공학과 석좌교수
- 2021년 8월 ~ 2021년 11월 : 윤석열 제20대 대통령 선거 예비후보 국민캠프 미래국방혁신4.0특별위원회 공동위원장
- 2021년 12월 ~ 2022년 1월 : 국민의힘 살리는 선거대책위원회 중앙선거대책위원회 산하 위원회 국방혁신위원회 공동위원장
- 2022년 12월 ~ : 주콜롬비아 대한민국 대사관 대사

## 진급
- 1983년 공군 소위 임관
- 2009년 공군 준장 진급
- 2012년 공군 소장 진급
- 2015년 공군 중장 진급
- 2017년 공군 대장 진급

## 서훈
- 2007년 : 대통령표창
- 2011년 : 보국훈장 천수장
- 2019년 : 보국훈장 통일장
- 2024년 : 콜롬비아 해군공로훈장

## 가족
부인 박혜경과의 사이에 2남을 뒀다. 그의 두 아들도 아버지의 뒤를 이어 장교의 길을 걷고 있는데, 장남은 육군사관학교 출신으로 중대장(대위)이며, 차남은 공군학사장교 출신으로 KF-16 전투기 조종사이다.